# Straßenbahn Sevilla
Die MetroCentro ist eine Straßenbahnlinie in der andalusischen Hauptstadt Sevilla (Spanien). Sie ist seit Oktober 2007 als kurze Linie von der Altstadt zur Metro Sevilla in Betrieb.

## Strecke
Die aktuelle Strecke verfügt über acht Haltestellen: Plaza Nueva, Archivo de Indias, Puerta de Jerez, Prado de San Sebastián, San Bernardo, San Francisco Javier, Eduardo Dato und Luis de Morales (Stand November 2024).
Von Luis de Morales soll die Strecke bis zum Hauptbahnhof Santa Justa weitergeführt werden.

## Erstes System
Sevilla verfügte einst über ein ausgedehntes Straßenbahnnetz. Die 1887 eröffnete Straßenbahn wurde von der englischen Seville Tramways Company betrieben, und die Wagen wurden von Maultieren gezogen. 1897 wurden die Linien elektrifiziert. 1912 bestanden sechs Linien, deren Ausgangspunkt jeweils an der Plaza de San Francisco lag: Die Linie 1 (Gran Circunvalación) umrundete die Osthälfte der Altstadt (Santa Cruz und östliche Macarena), die Linie 2 (Pequeña Circunvalación) das südöstliche Viertel der Altstadt (Arenal), Linie 3 (línea San Pedro–Calzada) fuhr nach Osten, Linie 4 (línea de Eritanã) nach Süden, Linie 5 (línea des Cementario) nach Norden und Linie 6 (línea de Triana) nach Westen. 1932 kam eine Überlandstrecke hinzu, die Sevilla mit Coria del Río und La Pueblo del Río verband. Bis 1965 wurden alle Linien stillgelegt, zum einen wegen diverser Probleme des Konzessionärs und zum anderen wegen der zunehmenden Konkurrenz durch den Auto- sowie den in den 1950er-Jahren eingeführten Busverkehr. Ein Wagen des „Coria-Trams“ ist noch im Busbahnhof am Westrand der Altstadt aufgestellt und ein weiterer Tramwagen auf der Plaza de San Martín de Porres im Stadtteil Triana.

## Geschichte
Die konkrete Planung des heutigen Straßenbahnsystems begann Mitte 2005, nachdem bereits seit Jahren darüber diskutiert worden war. Die Inbetriebnahme des Abschnitts Plaza Nueva bis Prado de San Sebastián fand am 28. Oktober 2007 statt; die Verlängerung bis San Bernardo wurde am 15. April 2011 eröffnet. Mit dem am 19. Juni 2024 in Betrieb genommenen Abschnitt San Bernardo – Eduardo Dato kam auch ein kurzer Tunnel unter einer Straßenkreuzung hinzu. Am 18. November 2024 kam der nur eine Haltestelle umfassende Abschnitt Eduardo Dato – Luis Morales hinzu, womit die Strecke eine Länge von 3,6 km erreichte. Der Betriebshof befindet sich angegliedert an den Busbahnhof Prado de San Sebastían. ==

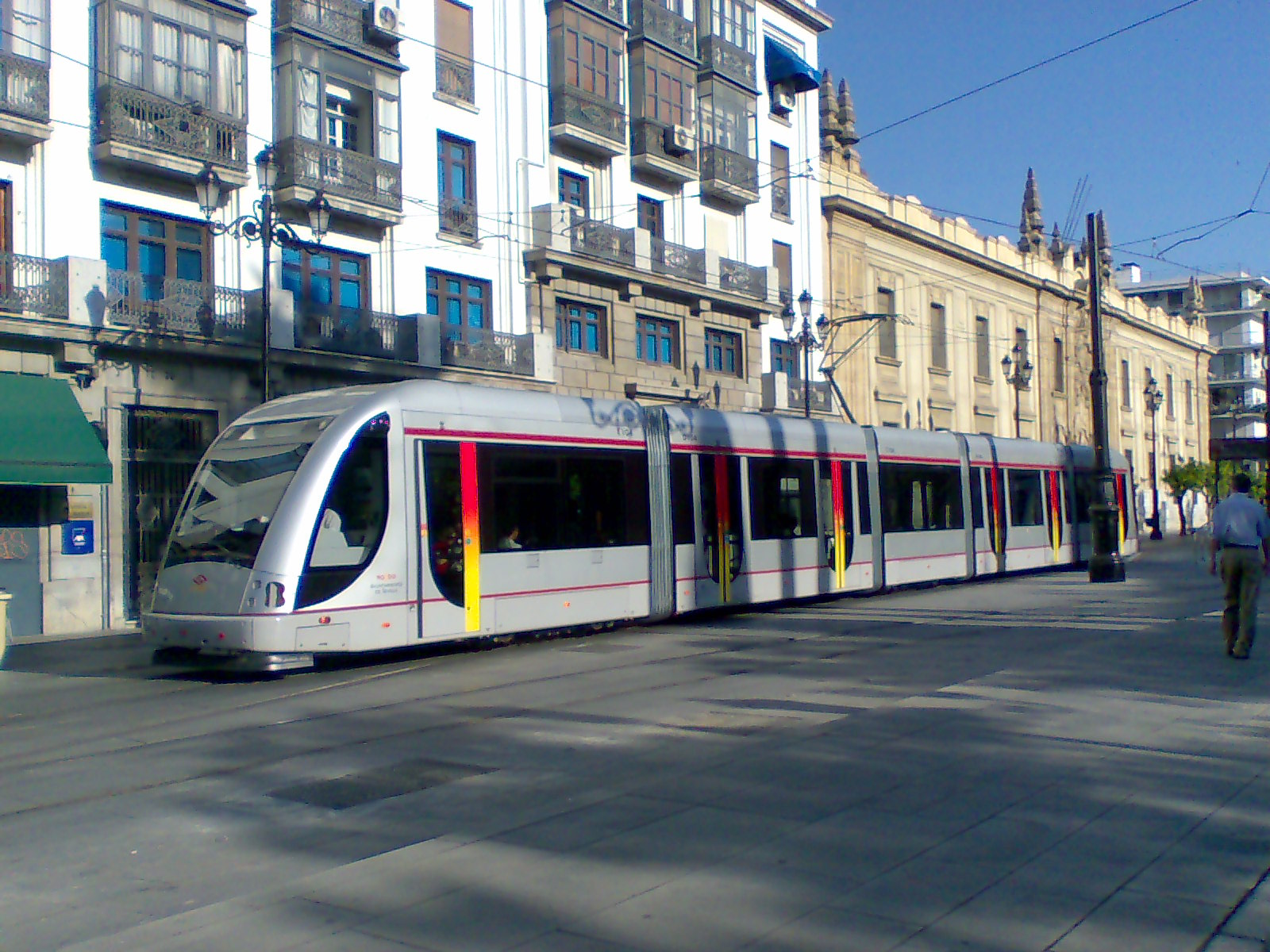
CAF Urbos 2 in der Avenida de la Constitución vor Einrichtung des Batteriebetriebs

Die Finanzierung des 2007 eröffneten Streckenteils – insgesamt 60,5 Mio. € – wurde von der Regionalregierung Andalusiens (40,9 Mio. €) und der Stadtverwaltung Sevillas (19,6 Mio. €) getragen.

## Fahrzeuge
Zunächst wurden Multigelenkwagen vom CAF-Typ Urbos 2 eingesetzt, die 31 Meter lang sind und 275 Fahrgästen Platz bieten. Die Höchstgeschwindigkeit beträgt 70 km/h. Sie sind baugleich mit den Fahrzeugen, die auf der Linie 1 der Metro Sevilla eingesetzt werden. 2011 wurden sie an die Metro abgegeben.
Stattdessen wurden ab 2011 vier Urbos 3 (ebenfalls Multigelenkwagen) mit dem Energiespeichersystem ACR (Acumulador de Carga Rápida) geliefert. Bei diesem werden Doppelschichtkondensatoren eingesetzt, welche in den Stationen sehr schnell auf die zum Erreichen der nächsten Station nötigen Energie aufgeladen werden. Zuvor hatte der Betreiber die Auflage, die Oberleitung in der Altstadt zu Zeiten traditioneller Prozessionen zu entfernen. Mit der Inbetriebnahme zu Ostern 2011 konnte die Oberleitung im Umfeld der Kathedrale dauerhaft abgebaut und auf Batteriebetrieb übergegangen werden. Im Rahmen des weiteren Ausbaus wurden drei weitere Urbos 3 mit neuem Frontdesign bestellt, von denen die ersten beiden im November 2024 zusammen mit der Streckenverlängerung bis Luis Morales den Betrieb aufnahmen. Für zwei weitere Wagen besteht eine Option.